# Giennadij Woroszyłow
Giennadij Nikołajewicz Woroszyłow (ros. Геннадий Николаевич Ворошилов, ur. 27 sierpnia 1923 w miejscowości Czułymskaja (od 1947 miasto Czułym), zm. 1 lipca 2014 w Tomsku) – radziecki wojskowy, sierżant, Bohater Związku Radzieckiego (1945).

## Życiorys
Urodził się w rodzinie robotniczej. Do 1938 skończył 7 klas, pracował w fabryce, w kwietniu 1943 został powołany do Armii Czerwonej, od 1944 należał do WKP(b). Po przeszkoleniu w szkole pułkowej w maju 1943 został skierowany na front wojny z Niemcami, walczył w składzie 1052 pułku piechoty 301 Dywizji Piechoty m.in. pod Millerowem, później w walkach o Donbas, w tym Donieck i Makiejewkę, Nikopol, forsowaniu Dniepru i walkach o Wierchniednieprowsk. 12 listopada 1943 był ranny, w lutym 1944 wrócił na front, w styczniu 1945 walcząc w składzie 5 Armii Uderzeniowej 1 Frontu Białoruskiego w stopniu młodszego sierżanta wyróżnił się w walkach na przyczółku magnuszewskim i forsowaniu Pilicy. Podczas walk o Wyborów 14 stycznia 1945 jako jeden z pierwszych wdarł się do okopu wroga, a w walce o Zbyszków podczołgał się do pozycji niemieckich karabinów maszynowych, którzy powstrzymywali natarcie radzieckiej kompanii, i otworzył ogień z bliskiej odległości, umożliwiając czerwonoarmistom zajęcie wsi. W walkach o Grzybowo dostał się na tyły Niemców i zaczął ich razić ogniem z karabinu maszynowego, zadając im duże straty. W ciągu dwóch dni zniszczył 5 stanowisk ogniowych wroga i zabił wielu niemieckich żołnierzy. Później brał udział m.in. w forsowaniu Odry i operacji berlińskiej, po wojnie służył w Grupie Wojsk Radzieckich w Niemczech, w 1947 został zdemobilizowany w stopniu sierżanta. Od 1953 mieszkał w Tomsku, gdzie do 1979 pracował jako robotnik i inżynier-technolog w kombinacie przemysłu leśniczego. W 1985 został honorowym obywatelem Tomska, a w 2005 obwodu tomskiego.

## Odznaczenia
- Złota Gwiazda Bohatera Związku Radzieckiego (27 lutego 1945)
- Order Lenina
- Order Rewolucji Październikowej (1972)
- Order Wojny Ojczyźnianej II klasy
- Medal „Za wyzwolenie Warszawy”
- Medal „Za zdobycie Berlina”

I medale jubileuszowe.